# Novalis
Novalis, pseudonimo di Georg Friedrich Philipp Freiherr von Hardenberg (Schloss Oberwiederstedt, 2 maggio 1772 – Weißenfels, 25 marzo 1801), è stato un poeta, teologo, filosofo e scrittore tedesco.

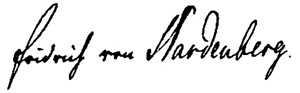
La firma del Novalis

Fu uno dei più importanti rappresentanti del romanticismo tedesco prima della fine del Settecento e creatore del fiore azzurro, ovvero il nontiscordardimé, uno dei simboli più durevoli del movimento romantico.
Nato e cresciuto in una famiglia estremamente cristiana e solitaria, divenne ben presto appassionato di religione e prolifico autore di poesie dal contenuto mistico e filosofico, dotate d'uno stile sentimentale e amoroso originalissimo per la sua epoca. Viene considerato uno dei precursori della letteratura moderna.

## Biografia
(Novalis, Frammenti - Rizzoli, 1976)

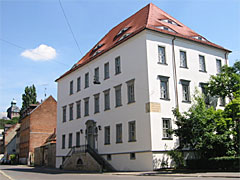
La casa di Novalis a Weißenfels, dove morì nel 1801

Friedrich von Hardenberg nacque secondo degli undici figli di Auguste Bernhardine Freifrau von Hardenberg, nata von Bölzig, (1749-1818) e Heinrich Ulrich Erasmus Freiherr von Hardenberg (1738-1814). Dopo aver frequentato il ginnasio luterano a Eisleben, si iscrisse nel 1790, come studente di giurisprudenza, all'Università di Jena. Lì il suo vecchio tutore personale Carl Christian Erhard Schmid (1762-1812), che nel frattempo era diventato professore di filosofia e uno dei maggiori rappresentanti del kantismo a Jena, lo introdusse da Friedrich Schiller, anch'egli professore di filosofia.
Nel 1791 Novalis si trasferì a Lipsia, dove ampliò i suoi studi con la filosofia e la matematica. Per i risultati mediocri e gli scarsi progressi, il padre intervenne e lo fece trasferire all'Università di Wittenberg, dove concluse gli studi di diritto nel 1794 con il massimo dei voti. Il 1797 è una data che portò a un rafforzamento della sua educazione pietista, poiché proprio in quell'anno morirono la sua amata Sophie von Kuhn e suo fratello Erasmus. Iniziò in quest'anno la composizione degli Inni alla notte. Nel 1797 si dedicò allo studio della scienza mineraria presso Freiberg, con l'intento di divenire ingegnere minerario. Fu designato amministratore di alcuni giacimenti di salgemma.
Ammalatosi di tubercolosi nell'agosto del 1800, morì nella sua casa di Weißenfels il 25 marzo dell'anno successivo, senza aver compiuto i ventinove anni, e fu sepolto nel cimitero della stessa città. L'educazione religiosa ricevuta in gioventù, insieme agli studi filosofici che compì, si riflesse largamente nella sua produzione letteraria. Il pensiero di Novalis ebbe una funzione decisiva nell'ambito della rilettura del passato operata dal romanticismo. La cultura europea cominciava a sostituire l'antichità greca come elemento di confronto e vagheggiamento fantastico con il Medioevo popolare e cristiano (processo che poi approderà, con il decadentismo wagneriano, al Medioevo mitologico germanico).
Il cenacolo di Jena - che inventò il movimento romanticista tedesco, poi dilagato in Europa grazie a Madame de Staël - riconobbe in Novalis un maestro. I principali esponenti del gruppo, Ludwig Tieck e i fratelli Wilhelm August e Friedrich Schlegel, si considerarono dopo la sua morte i suoi continuatori. Nonostante ciò, il saggio La Cristianità, ovvero l'Europa, da cui prese le mosse la rivalutazione del Medioevo cristiano, non fu pubblicato sulla rivista del gruppo, Athenäum: ci furono dissensi all'interno del gruppo e alla fine il verdetto sfavorevole di Goethe, chiamato come arbitro. Esso fu pubblicato solo nel 1826.

### Romanticismo, fase eroica

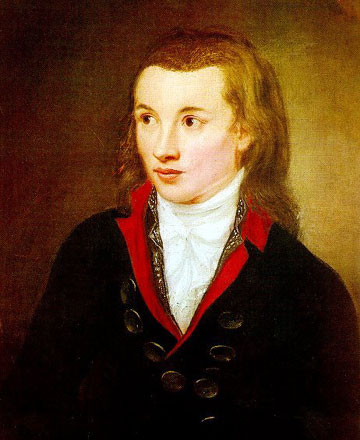
Novalis nel 1799, opera di Franz Gareis

Negli scritti e articoli di Novalis sono presenti tutte le posizioni tipiche della fase eroica del romanticismo. Lo testimonia, fra l'altro, il frammento giovanile, databile intorno al 1789-1790, in cui parla della poesia e dell'"entusiasmo": chiama "la poesia, figlia del più nobile impeto e delle sensazioni e passioni più alte e forti". Scrive in un frammento del 1800:
«La poesia sana le ferite inferte dall'intelletto. Essa è appunto formata da elementi contrastanti - da una verità sublime e da un piacevole inganno».
Oppure ancora il frammento sulla traduzione, pubblicato su Athenaeum nel 1798 quando distingue fra tre tipi di traduzione e soprattutto delle 
«...traduzioni mitiche che sono traduzioni nello stile più alto. Esse espongono il carattere puro e compiuto dell'opera d'arte individuale. Non ci presentano l'opera d'arte reale bensì il suo ideale».
Nel corpus degli scritti di Novalis sono innumerevoli anche le intuizioni, precorritrici di movimenti e climi poetici che saranno in altre stagioni della storia poetica europea.
Così l'idea di linguaggio come attività separata e autonoma, capace di giungere al significato proprio quando lo si separa dall'intenzionalità razionale: una posizione che rimanda alle "parole in libertà" dei dada e dei surrealisti. 
«Nessuno sa - scrive Novalis intorno al 1789-1790 - che la peculiarità del linguaggio è proprio quella di preoccuparsi solo di se stesso. Perciò esso è un mistero così portentoso e fecondo: se infatti si parla solo per parlare allora si pronunciano le verità più splendide e originali. Se invece si vuol parlare di qualcosa di determinato, allora il linguaggio, questo spiritoso, ci fa dire le cose più ridicole e insensate [...]. Potessimo far capire alla gente che per il linguaggio accade lo stesso che per le formule matematiche: costituiscono un mondo a sé, giocano solo con sé stesse, non esprimono altro che la loro meravigliosa natura e proprio perciò sono così espressive, proprio perciò vi si rispecchia l'insolito gioco dei rapporti tra le cose [...] solo nel loro libero moto si manifesta l'anima del mondo»
.
«Pur ritenendo di aver indicato con ciò, nel modo più chiaro, l'essenza e la funzione della poesia, so però anche che nessuno può comprenderle, e di aver detto delle sciocchezze, perché appunto ho voluto dirle, e così non nasce nessuna poesia. E se dovessi però parlare? E se quest'impulso linguistico al parlare fosse il contrassegno dell'ispirazione del linguaggio, dell'efficacia del linguaggio in me? E se poi la mia volontà volesse tutto ciò che io dovessi, ciò non potrebbe infine essere, senza che io lo sapessi o vi credessi, poesia, e non potrebbe rendere comprensibile un mistero del linguaggio? Sarei dunque così uno scrittore nato, visto che lo scrittore non è che un entusiasta del linguaggio?».
Questa la strada pionieristica di Novalis, che in altri ha portato all'idea dell'arte per l'arte e al rifiuto della realtà e dell'impegno in essa.

### Rileggendo Plotino
L'idea romanticista di Novalis ha una buona parte delle sue radici nella rilettura di Plotino e del pensiero neoplatonico in generale. Di contro al trionfo del pensiero sistematico, vince in lui un pensiero fortemente orientato al frammentismo, poetico e saggistico. Da questo punto di vista è un atteggiamento simile a quello di Leopardi. Sua idea centrale è il concetto di «immaginazione creatrice», la capacità che ha l'immaginazione di forza plastica, cioè plasmatrice e quindi magica: il logos come parola poetica. Novalis contrappone alla logica dell'intelletto, arida e razionalistica, la logica dell'immaginazione che egli chiama "fantastica".
La poesia, quando è veramente tale, ossia opera del genio ispirato, ci fa comprendere la realtà dal punto di vista del tutto, secondo un modello organicistico che affonda le sue radici nella Critica del Giudizio di Immanuel Kant. Passato e immaginazione sono due strumenti messi al servizio di una revisione dell'idea di progresso e di storia, che si concentra attorno alla nuova idea di Europa che Novalis presenta: un'Europa fortemente eurocentrica, unitarista, "forte" e germanica, una visione che non sarà senza conseguenze nella successiva assunzione dell'irrazionalismo romanticista da parte della mitografia reazionaria.

## Religione, misticismo e sensualità

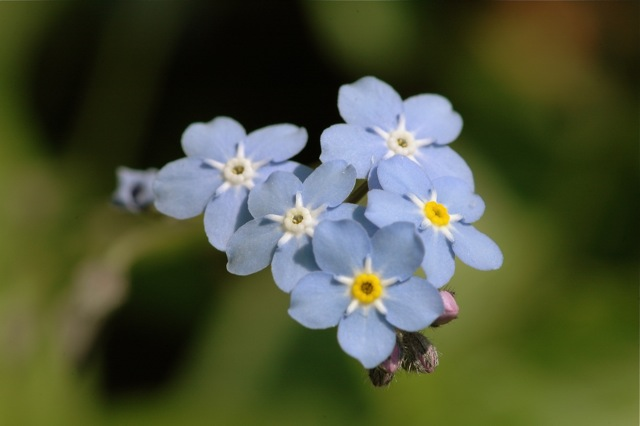
Nontiscordardimé, il fiore azzurro di Novalis

Per capire meglio Novalis e il perché di questo scritto, non si può prescindere dalla formazione rigidamente pietistica ch'egli ricevette in famiglia. Il padre, il barone Erasmus, si sentì attratto da quella forma di religiosità protestante sorta in polemica con il luteranesimo istituzionale chiamata pietismo, che ebbe il suo centro di diffusione a Herrnhut (Dresda). Questa fu la via che imboccò il padre di Novalis, dopo essere rimasto scosso dalla perdita della prima moglie.
Quel lutto segnò così in modo decisivo non solo la sua vita, ma anche quella della famiglia che si costruì più tardi; il barone infatti, profondamente convinto della ragionevolezza di quella dottrina, per punizione, si costrinse, e costrinse i famigliari, a vivere una vita rigorosa, severa, che sfociò nel progressivo isolamento. Nonostante ciò l'esperienza religiosa di Novalis non sfociò nel rifiuto per essa: si fece esperienza poetica; ma quest'ultima porta ancora evidenti tracce della concezione pietistica e, più in generale, mistica della conversione, che è frutto di un'illuminazione e inizio di una strada che porta all'assoluto.
La struttura mentale di Novalis è quella di un mistico: certe immagini che egli adopera, certe metafore linguistiche, fanno parte della letteratura mistica. Uno sviluppo importante che il pietismo ebbe nella storia dello spirito e della letteratura fu la pratica dell'esame di coscienza, che aveva portato alla stesura di tante "confessioni" (una per tutte il sesto libro di Wilhelm Meisters Lehrjahre di Goethe, intitolato Die Bekenntnisse einer schönen Seele) aveva dato vita ad un idealismo romanzesco che «...sembra essere a giusto titolo una delle forme germaniche e protestanti del bell'ingegno e del preziosismo»: v'era un tipo intellettuale e sentimentale nella società tedesca, che tentava di amalgamare le esigenze del cuore con il pensiero filosofico.
Era un tipo presentato da Jacobi nel romanzo Woldemar, appartenente a una classe sociale tale per cui risultava esonerato o quasi dalle necessità dell'esistenza e poteva dedicarsi con agio all'analisi interiore e ai godimenti intellettuali. Nel romanzo il protagonista e la partner godono del proprio cuore più che della passione realmente provata, adorano sé stessi nell'oggetto amato e nell'amore cercano soprattutto il loro proprio metodo per amare, vale a dire un'idea raffinata ed esaltata di sé stessi. Sul piano mondano il pietismo si trasforma in un'educazione mistica del sentimento.
In uno dei suoi Frammenti Novalis scrisse:
«Bisogna nobilitare la passione utilizzandola come un mezzo, conservandola a forza di volontà per farne il veicolo di un'idea bella. Per esempio di un'alleanza stretta con un "io" amato".»
È stretta la linea di confine che separa l'intenzione di coltivare la propria sensibilità per poter provare sentimenti più elevati, dall'intenzione di abbandonarsi ai più raffinati piaceri sensuali dell'immaginazione. E la passione di Novalis verso Sophie, la fidanzata bambina, rientra perfettamente in questo discorso: non è tanto rivolta al suo naturale oggetto (Sophie) quanto è prodotta piuttosto dal gioco d'immaginazione che nasce dall'esaminare, scrutare, indagare continuamente se stessi. Quest'amore quindi sarebbe «...un voluttuoso dell'immaginazione più ancora che dei sensi".»
In effetti dagli Inni e dai Canti spirituali, come dagli aforismi, traspare una sottile malia erotica; espressioni a tutta prima indifferenti acquistano un timbro voluttuoso: «Cos'è la fiamma? Uno stretto amplesso il cui frutto si espande in una voluta voluttuosa». V'è una mistica erotica anche nella morte. Tutto, in definitiva, può trasformarsi in voluttà; tale è la morale segreta del sensuale mistico. È indubbio quindi che in Novalis debba esser considerata anche questa faccia del misticismo sensuale, diretta ma non necessaria derivazione di quello religioso-pietistico. La contaminazione tra sacro e profano si mantenne però quasi sempre in Novalis entro limiti accettabili e non raggiunse mai quegli estremi morbosi cui arrivarono altri scrittori romantici.
Novalis intrattiene uno stretto rapporto con la filosofia di Fichte, marcata dalla contrapposizione tra Io e non-Io, sempre rivolta a un Io superiore, che per Novalis è irraggiungibile, trasformandola in idealismo magico. Novalis studia inoltre l'alchimia, sempre da un punto di vista filosofico, affinché l'uomo possa realizzare appieno la sua essenza. Per questo il filosofo Rudolf Steiner traccerà un parallelo tra la poesia e l'esistenza stessa di Novalis, conclusasi precocemente, e il cammino artistico di Raffaello.

## GliInni alla notte
Gli Hymnen an die Nacht, ovvero Inni alla notte, costituiscono l'unico ciclo di poesia compiuto pubblicato durante la vita di Novalis; il testo, comparso sull'ultimo numero di Athenaeum nell'agosto 1800, è quello definitivo dell'autore. Gli Inni - ad eccezione del VI, della fine del IV e di tre parti del V - furono scritti in prosa ritmica.
Le questioni sulla data di composizione degli Inni sono molte e non ancora risolte. Novalis infatti, singolarmente, non lasciò scritto in nessuna carta privata, o lettera che fosse, comunicazione alcuna a proposito di ciò che stava scrivendo; le sole e più importanti indicazioni che si ricavano dalle lettere degli amici furono quelle che ci vengono da Friedrich Schlegel, il quale asserì d'aver visto ai primi di marzo del 1798, tra le carte e le "opere a stampa", «splendidi pensieri sul cristianesimo e sulla morte».
Accanto al problema della datazione degli Inni, o meglio della datazione delle probabili, anche se non dimostrate, prime redazioni parziali, v'è anche quello della loro stesura. Le ipotesi che si lasciano formulare sono sostanzialmente tre: secondo la prima, che raccoglie il maggior numero di studiosi, il Gedicht è nato tutto in una volta; in base alla seconda, il IV inno è stato aggiunto in un momento successivo; per la terza, la redazione manoscritta e quindi il Gedicht ha avuto una formazione graduale. Ciò che appare comunque certo è che gli Inni non possano essere considerati l'espressione immediata di un'esperienza spirituale, e che anzi siano il risultato di un lungo e difficile processo mentale.
Gli Inni alla notte sono un poema in prosa ritmica e in versi, suddiviso in sei parti diseguali, che ha come punto di partenza un'esperienza eroico-filosofico-religiosa profondamente vissuta e come tema la vittoria sulla morte. 

Il nucleo dell'esperienza è la morte della fidanzata Sophie; gli Inni sono l'immagine artisticamente rielaborata dell'evoluzione subita da Novalis nello spirito, nel pensiero, nella poesia dalla scomparsa della ragazza sino quasi alla vigilia della propria morte. L'esperienza dolorosa, resa ancor più viva dalla scomparsa tre settimane più tardi del fratello prediletto, diede alla potenzialità del suo spirito una direzione unitaria. Novalis aveva scritto, sino ad allora, un buon numero di liriche e raccolto una messe di appunti, annotazioni e "frammenti" sulla politica, sulla filosofia e sulle scienze; a partire dal 1797 vengono concepite come opere unitarie, concluse, che contengono in modo organico la visione del mondo nuovo, "romantico", in consapevole contrasto con il mondo della Klassik e dell'Aufklärung (Illuminismo).
Fondamento primario di questa nuova dimensione (una sorta di novella "età dell'oro") è l'idea che: «Il mondo deve essere romantizzato», come scrive Novalis in un "frammento" del 1798, e "romantizzare", continua subito dopo, «non è altro che un potenziamento qualitativo. In questa operazione il sé inferiore viene identificato con un sé migliore». E ancora: «Conferendo all'ordinario un senso elevato, al consueto un aspetto misterioso, al conosciuto la dignità dell'ignoto, al finito un'apparenza infinita, io lo romantizzo».

## Geistliche Lieder- Canti spirituali
Si tratta di quattordici componimenti, ideati e stesi tra il 1799 e il 1800. Poesie su argomenti religiosi non erano una novità nella produzione dell'autore in questione; vi rientrano alcuni componimenti giovanili, del periodo scolastico, quando la posizione dell'autore era sotto il segno del razionalismo illuministico e dell'ammirazione per Klopstock. Ma fu, ancora una volta, l'esperienza dolorosa della perdita della fidanzata a far maturare in lui il problema religioso con la certezza della mediazione di Cristo, e a rendere possibile una concezione tanto originale nell'ambito del canto religioso. I canti sono l'opera più popolare dell'autore, popolarità facilitata dalla semplicità, dalla scorrevolezza del ritmo, dalla luminosità delle immagini, dalla forza di sintesi del pensiero.
Questi quattordici canti nacquero dal desiderio di rinnovare i libri dei canti in uso in quel periodo nelle chiese luterane.

## Heinrich von Ofterdingen- Enrico di Ofterdingen
Enrico di Ofterdingen è il romanzo incompiuto di Novalis – solo la prima parte è completa, della seconda esiste solo il capitolo iniziale – è ambientato nel Basso Medioevo, tra il XIII e il XIV secolo, e racconta l'iniziazione del giovane Enrico di Ofterdingen. All'inizio della storia uno straniero racconta ad Enrico di luoghi remoti misteriosi e di un fiore azzurro. Quando questo meraviglioso fiore – quintessenza della capacità intuitiva di comprendere la realtà e della nostalgia (Sehnsucht) tutta romantica per l'infinito - gli appare in sogno e si trasforma nel viso di una fanciulla, Enrico presagisce quale sarà lo scopo della sua vita, ovvero seguire la vocazione per la poesia e l'amore. Guidato da questa visione e da un suo presentimento, Enrico inizia un viaggio che lo porterà a conoscere, tramite racconti e dialoghi, il senso della sua stessa vita e del suo tempo: il mondo delle esperienze della mitica Atlantide, dell'Oriente e della guerra, ma anche della natura e della storia gli appare via via attuale. Tutte queste conoscenze contribuiscono a "plasmare le forze interne" che dispiegano lo "spirito della poesia".
Giunto alla fine del suo viaggio, Enrico conosce il poeta Klingsohr e la figlia Mathilde. Klingsohr gli fa comprendere l'essenza della poesia, Mathilde, nella quale Enrico riconosce il viso di fanciulla che gli era apparso in sogno, gli fa conoscere l'amore. La fiaba che Klingsohr racconta alla fine della prima parte, introduce alla seconda parte incompiuta, che, con il definitivo annullamento dei confini tra realtà e sogno, doveva assumere essa stessa un carattere fiabesco.
Appunti contraddittori di Novalis accennano al proseguimento della storia: dopo la morte di Mathilde, Enrico entra nel regno dei morti per cercarla; successivamente prende parte alla gara dei cantori della Wartburg, viene incoronato poeta e può finalmente liberare il mondo dalla coercizione del tempo e dello spazio – ma tutto ciò potrà avvenire solo quando avrà conosciuto la vita di corte, la condotta di guerra e le epoche della storia dell'uomo e quando avrà percorso l'evoluzione della vita nella natura attraverso la metempsicosi.
Nella prima parte del testo il sogno può essere interpretato come torpore, mentre la veglia è l'esaltazione della ragione: essere completamente svegli permette di essere totalmente ricettivi al mondo circostante, una veglia capace di far emergere progressivamente ciò che in precedenza era sopito nell'inconscio. Il processo d'iniziazione diventa così il riconoscimento e il ricongiungimento con tutto ciò che è presente nella realtà. Per fare questo è necessario uscire dalla tradizione logica delle classificazioni mentali, degli stereotipi, degli status.

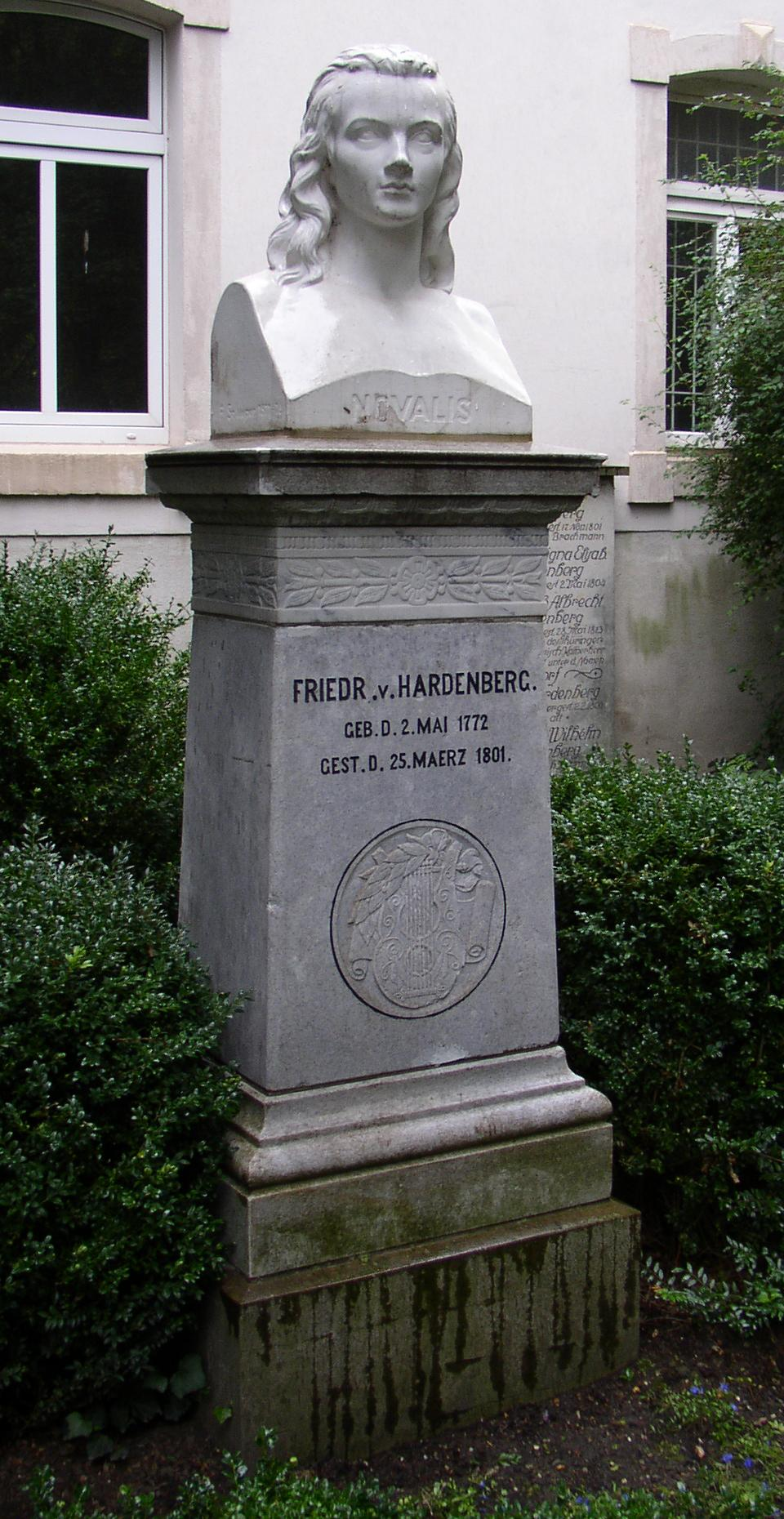
Tomba di Novalis a Weißenfels

Il fiore azzurro (die blaue Blume) è la metafora del raggiungimento, e in sé raccoglie tutte le forme della conoscenza che l'individuo deve acquisire per poter raggiungere la perfezione. Una maturazione che si sviluppa attraverso la ricerca personale, l'iniziativa, e non certo aspettando gli eventi, con la casualità. Durante il racconto vi è il continuo passaggio a scenari diversi, un'immersione nella natura e nello spazio per poter riemergere nelle forme di un altro scenario e di un altro spazio: una continua affermazione della vita, di una rinascita continua.
Il fiore non a caso è collocato nell'Eden, la condizione primordiale dell'uomo; raggiungerlo significherebbe quindi ricostituire la propria origine. Il principio che la perfezione è raggiungibile, e che si riscontra più tipicamente nelle popolazioni nordiche (Handerberg è tedesco) che nelle civiltà cattoliche. Novalis ci trasmette una costante: il sentimento inteso come fonte di energia, alimentazione della propria vita intellettiva, che per esprimersi al massimo deve saper conciliare razionalità e sentimenti. Quando il padre si risveglia e il figlio tenta di raccontargli il sogno, il genitore minimizza; ma Enrico insiste per far comprendere quanto l'analisi dei propri sogni o di che cosa si fa in sogno, può aumentare la conoscenza di noi stessi.
È quindi una sorta di laicizzazione del sogno (inteso come ricerca, percorso iniziatico), come attività della coscienza umana, che si rivitalizza e progressivamente si libera dagli schemi intellettivi portando alla luce potenzialità nascoste. Anche il viaggio con la madre rappresenta un'opportunità per fare il vuoto e rendersi disponibile ad essere ricettivi, a voler conoscere, a voler sentire, a voler soffrire; è una concentrazione che permette di acquisire nuovi modi di vedere e di vivere, e la convivenza della moltitudine dei nuovi mondi della percezione che abbiamo conosciuto, permetterà di poter vivere afferrando e leggendo le corrispondenze che formano la trama della realtà.
Ed il racconto che Enrico ascolterà dai mercanti gli insegnerà un altro concetto fondamentale: la trama delle connessioni va afferrata in modo spontaneo e sinergico, leggendo ed interpretando nell'insieme, senza cadere nelle categorizzazioni, senza inscatolare ogni elemento della realtà in una categoria precostituita. Un concetto valido anche per il principio dell'amore: conoscendosi profondamente nessun aspetto della vita apparirà scontato. Nel sesto capitolo Enrico incontra Mathilde. I due giovani s'innamorano subito, come nella realtà (Friedrich e Sophie), dove Novalis dirà dell'incontro: «...furono i quindici minuti che cambiarono completamente la mia vita».
Un riferimento che ritroviamo anche nel testo: Enrico sente che doveva incontrarla in quel momento, una sorta di fatalità che si sarebbe trasformata nella più importante esperienza sentimentale. Un episodio raccontato in tre pagine, in tutta la sua spontaneità e naturalezza. Uno scrittore di romanzi avrebbe descritto la storia con centinaia di pagine attraverso la minuziosità dei dialoghi e dei particolari. Novalis invece ci riproduce tutto con immediatezza in quanto insieme al suo amore è proteso verso nuovi orizzonti e non sente la necessità di soffermarsi su qualcosa che non va descritto (l'amore), ma va vissuto in ogni momento. Mathilde è probabilmente una delle prime figure femminili in letteratura che s'innamora guardando e trovando negli occhi di una persona la sua stessa luce; e anche il dialogo a pagina 98  ci dimostra che il congiungimento tra uomo e donna, relazione d'armonia e di condivisione dove non esistono segreti, è possibile.
Dai due giovani nasce un figlio, Astralis, una valenza simbolica, che rappresenta la riproduzione della coscienza del padre e della volontà di continuare il percorso verso nuove esperienze. Sempre nel sesto capitolo Novalis descrive due personalità umane differenti tra loro: gli uomini d'azione, protesi verso la ricerca e la conoscenza, e gli uomini contemplativi, incapaci di prendere iniziativa, in balia delle emozioni e che affronteranno la vita soltanto quando le situazioni si presenteranno nella loro complessità.
La veglia di Enrico si caratterizza quindi per la capacità di osservare un mondo illuminato da una luce nuova, che permette di afferrare i legami analogici della realtà. L"Heinrich di Ofterdingen" è una narrazione esegetica: per comprenderla il lettore è invitato ad immedesimarsi, unico modo per capire le parole e le emozioni del personaggio. Alla fine del romanzo incompiuto Heinrich avrebbe certamente colto il «fiore azzurro» e si sarebbe ricongiunto con Mathilde nel grande trionfo dell'"età dell'oro", nella grande, universale sintesi di natura e regno spirituale, ovvero nella sintesi che annulla ogni possibile contrasto.
Ma il cerchio si chiude comunque sull'assunto iniziale del filosofo trascendentale: se la natura è un «progetto del nostro spirito», ed è un qualcosa che può essere modificato dalla consapevolezza del soggetto pensante, allora plasmare l'individuo significa plasmare anche il mondo. Se «il compito più alto» dell'educazione consiste nel conquistare «l'io del proprio io», allora – nell'utopia novalisiana – educare sé stessi significa anche conquistare l'universo mondo e la tanto agognata "età dell'oro".

## Opere
- Hymnen an die Nacht (1797, 1800), vedi Inni alla notte
- Blütenstaub (1798)
- Die Lehrlinge zu Sais (1798-1799)
- Christenheit oder Europa (1799)
- Geistliche Lieder (1799)
- Marienlieder (1799)
- Heinrich von Ofterdingen (1798-1801, 1802)

## Traduzioni italiane
- Opere, a cura di Giorgio Cusatelli, Milano, Guanda, 1982.
- Inni alla notte. Canti spirituali, traduzione di Giovanna Bemporad, introduzione di Ferruccio Masini, Milano, Garzanti, 1986
- Opera filosofica, a cura di G. Moretti e F. Desideri, Torino, Einaudi, 1993 (nuova edizione in un volume con il titolo Scritti filosofici, Brescia, Morcelliana, 2019).
- Inni alla notte - Canti spirituali, a cura di Susanna Mati, Milano, Feltrinelli, 2012.
- Enrico di Ofterdingen, traduzione di Tommaso Landolfi, Milano, Adelphi, 1997 (prima edizione 1942).
- La Cristianità o Europa, a cura di Alberto Reale, Milano, Bompiani, 2002.
- I discepoli di Sais, a cura di Alberto Reale, Milano, Bompiani, 2001.